# Saison 1 de Doctor Who, première série
Cet article concerne la première série. Pour les autres séries, voir Saison 1 de Doctor Who, deuxième série et Saison 1 de Doctor Who, troisième série.
Chronologie
Saison 2
Cet article présente les épisodes de la première saison de la première série de la série télévisée Doctor Who.

## Synopsis de la saison
Deux professeurs de lycée londoniens découvrent que le grand-père d'une de leurs élèves est un extra-terrestre disposant d'une machine à voyager dans l'espace et le temps.  Ils embarquent tous les quatre dans une série d'aventures.

## Distribution
- William Hartnell : Premier Docteur
- Carole Ann Ford : Susan Foreman
- Jacqueline Hill : Barbara Wright
- William Russell : Ian Chesterton

## Liste des épisodes
| N°  | Part. | Titre original | Scénario                  | Réalisation                      | Première diffusion au Royaume-Uni                                                                                 | Code | Audience (en millions)   |
| --- | ----- | --- | ------------------------- | -------------------------------- | --- | ---- | ------------------------ |
| 001 | 1     | An Unearthly Child The Cave of Skulls The Forest of Fear The Firemaker (4 épisodes)                                                                                    | Anthony Coburn C E Webber | Waris Hussein                    | 23 novembre 1963 30 novembre 1963 7 décembre 1963 14 décembre 1963                                                | A    | 4,4 5,9 6,9 6,4          |
| 002 | 2     | The Daleks The Dead Planet The Survivors The Escape The Ambush The Expedition The Ordeal The Rescue (7 épisodes)                                                       | Terry Nation              | Christopher Barry Richard Martin | 21 décembre 1963 28 décembre 1963 4 janvier 1964 11 janvier 1964 18 janvier 1964 25 janvier 1964 1er février 1964 | B    | 6,9 6,4 8,9 9,9 10,4     |
| 003 | 3     | The Edge of Destruction The Brink of Disaster (2 épisodes) | David Whitaker            | Richard Martin Frank Cox         | 8 février 1964 15 février 1964                                                                                    | C    | 10,4 9,9                 |
| 004 | 4     | Marco Polo The Roof of the World The Singing Sands Five Hundred Eyes The Wall of Lies Rider from Shang-Tu Mighty Kublai Khan Assassin at Peking (7 épisodes)           | John Lucarotti            | Waris Hussein John Crockett      | 22 février 1964 29 février 1964 7 mars 1964 14 mars 1964 21 mars 1964 28 mars 1964 4 avril 1964                   | D    | 9,4 9,9 9,4 8,4 10,4     |
| 005 | 5     | The Keys of Marinus The Sea of Death The Velvet Web The Screaming Jungle The Snows of Terror Sentence of Death The Keys of Marinus (6 épisodes)                        | Terry Nation              | John Gorrie                      | 11 avril 1964 18 avril 1964 25 avril 1964 2 mai 1964 9 mai 1964 16 mai 1964                                       | E    | 9,9 9,4 9,9 10,4 7,9 6,9 |
| 006 | 6     | The Aztecs The Temple of Evil The Warriors of Death The Bride of Sacrifice The Day of Darkness (4 épisodes)                                                            | John Lucarotti            | John Crockett                    | 23 mai 1964 30 mai 1964 6 juin 1964 13 juin 1964                                                                  | F    | 7,4 7,9 7,4              |
| 007 | 7     | The Sensorites Strangers in Space The Unwilling Warriors Hidden Danger A Race Against Death Kidnap A Desperate Venture (6 épisodes)                                    | Peter R Newman            | Mervyn Pinfield Frank Cox        | 20 juin 1964 27 juin 1964 11 juillet 1964 18 juillet 1964 25 juillet 1964 1er août 1964                           | G    | 7,9 6,9 7,4 5,5 6,9      |
| 008 | 8     | The Reign of Terror A Land of Fear Guests of Madame Guillotine A Change of Identity The Tyrant of France A Bargain of Necessity Prisoners of Conciergerie (6 épisodes) | Dennis Spooner            | Henric Hirsch John Gorrie        | 8 août 1964 15 août 1964 22 août 1964 29 août 1964 5 septembre 1964 12 septembre 1964                             | H    | 6,9 6,4 6,9 6,4          |